# Trajecte final
Trajecte final és un recull de set contes de l'escriptor català Manuel de Pedrolo editada l'any 1975 i pertany al gènere de ciència-ficció.